# 紹奎
紹奎是東非國家莫桑比克的城鎮，由加扎省負責管轄，距離首都馬普托230公里，位於林波波河畔，經濟活動有農業，主要農產品是蕃茄，2008年人口61,666。

## 外部連結
- Chokwe Airport (TGS) （页面存档备份，存于）
- Livestock production systems in Chokwe, southern Mozambique （页面存档备份，存于）
- Desperation grows in rain-soaked Mozambique